# Луканікос
Луканікос (грец. Λουκάνικος) — знаменитий грецький собака, що отримав свою популярність в Греції під час антиурядових протестів 2010–2012 рр. частини суспільства проти суворих заходів заощадження. Луканікос часто був в епіцентрі сутичок демонстрантів з поліцією, не боявся гумових куль і сльозогінного газу, став символом цих протестів. Ім'я собаки українською перекладається як «сосиска». Журнал Time у 2011 році заніс Луканікоса до списку 100 особистостей року. Помер Луканікос 21 травня 2014 року від серцевого нападу.